# Guilty (EP)
Guilty es el EP debut de la banda noruega de metal gótico Octavia Sperati (en ese entonces llamada sólo Octavia). Fue lanzado originalmente de forma independiente el 14 de noviembre de 2002.

## Lista de canciones
1. "Nebula"
2. "Deprivation"
3. "Guilty, Am I"
4. "A Dying Sun In The Morning Of Moonlight"
5. "Solicitude"

## Personal
- Silje Wergeland – vocales
- Bodil Myklebust – guitarra
- Gyri S. Losnegaard – guitarra
- Trine C. Johansen – bajo
- Tone Midtgaard – teclados
- Hege S. Larsen – batería